# Norrländska mästerskapet i fotboll 1936
Norrländska mästerskapet i fotboll 1936 vanns av Bodens BK.

## Matcher

### Semifinal
- 14 juni 1936: Domsjö IF-Bodens BK 2-4

### Final
- 21 juni 1936: Bodens BK-Kubikenborgs IF 5-0